# Euthelepus pascua
Euthelepus pascua är en ringmaskart som beskrevs av Fauchald 1977. Euthelepus pascua ingår i släktet Euthelepus och familjen Terebellidae. Inga underarter finns listade i Catalogue of Life.